# 哈亚尼
哈亚尼（英语：Hayani）是亚述王国早期的一位国王，大约生活在公元前2000年左右。他是前任国王萨马尼（Samani）的儿子，他的继任者是他的儿子伊路-梅尔。
| 前任 萨马尼 | 亚述国王 公元前2000年 | 继任 伊路-梅尔 |